# Вільяргордо-дель-Кабрієль
Вільяргордо-дель-Кабрієль (ісп. Villargordo del Cabriel) — муніципалітет в Іспанії, у складі автономної спільноти Валенсія, у провінції Валенсія. Населення — 688 осіб (2010).

## Географія
Муніципалітет розташований на відстані близько 220 км на південний схід від Мадрида, 90 км на захід від Валенсії.
На території муніципалітету розташовані такі населені пункти: (дані про населення за 2010 рік)
- Вільяргордо-дель-Кабрієль: 665 осіб
- Контрерас: 23 особи

## Демографія
Динаміка населення (INE ):

## Галерея зображень

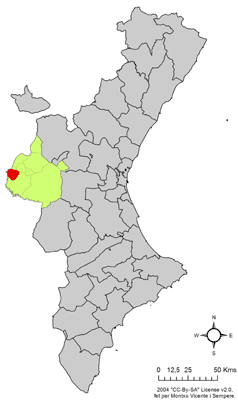
Розташування муніципалітету Вільяргордо-дель-Кабрієль у автономній спільноті Валенсія
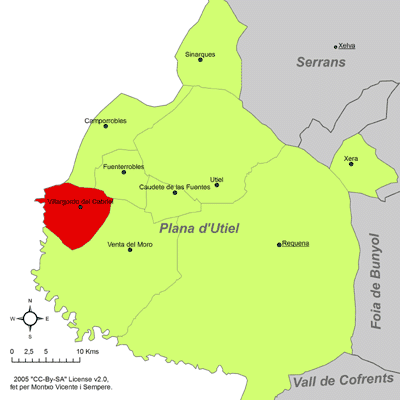
Розташування муніципалітету Вільяргордо-дель-Кабрієль у комарці Рекена-Утьєль